# Niedersächsische Spargelstraße

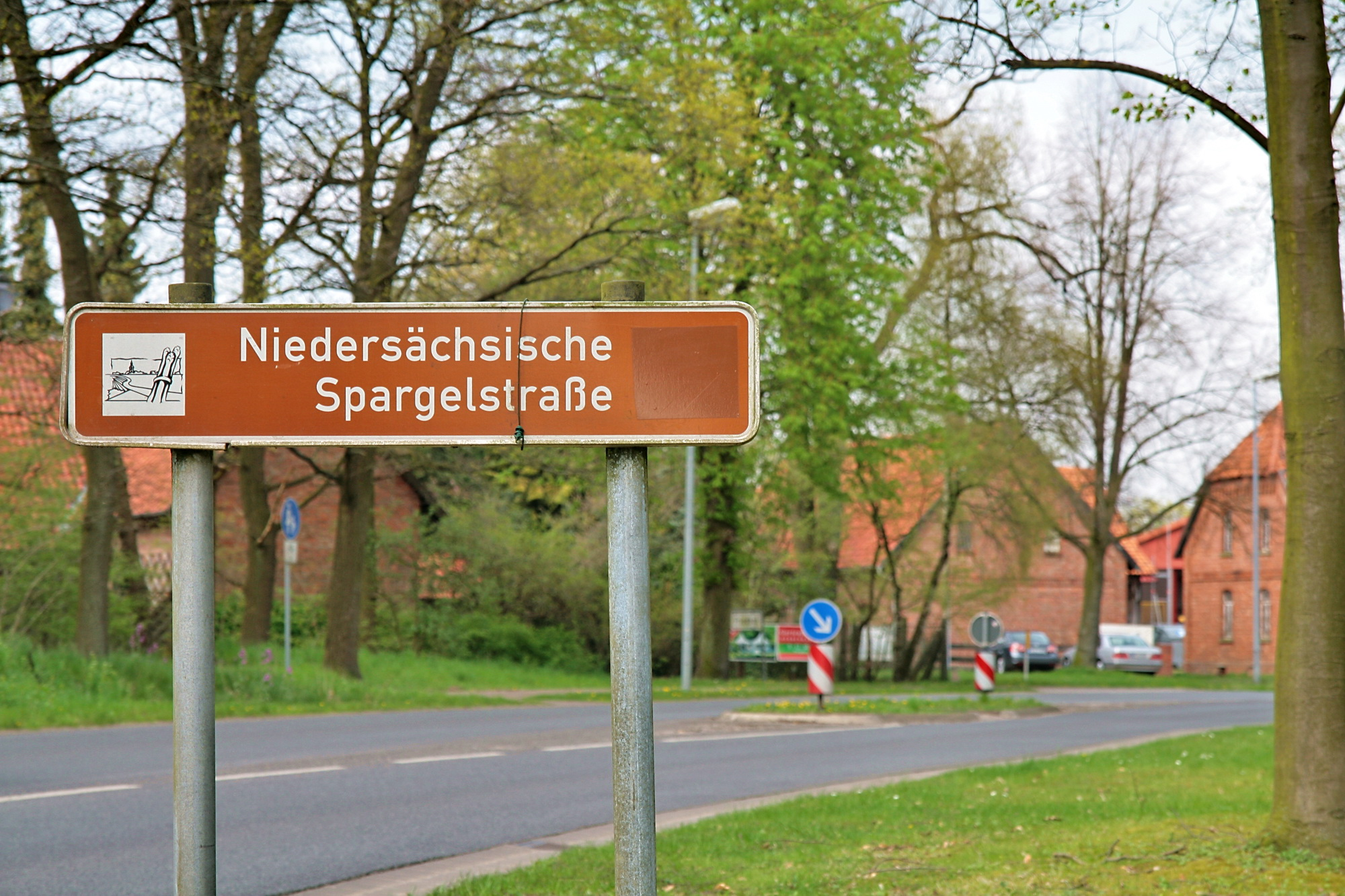

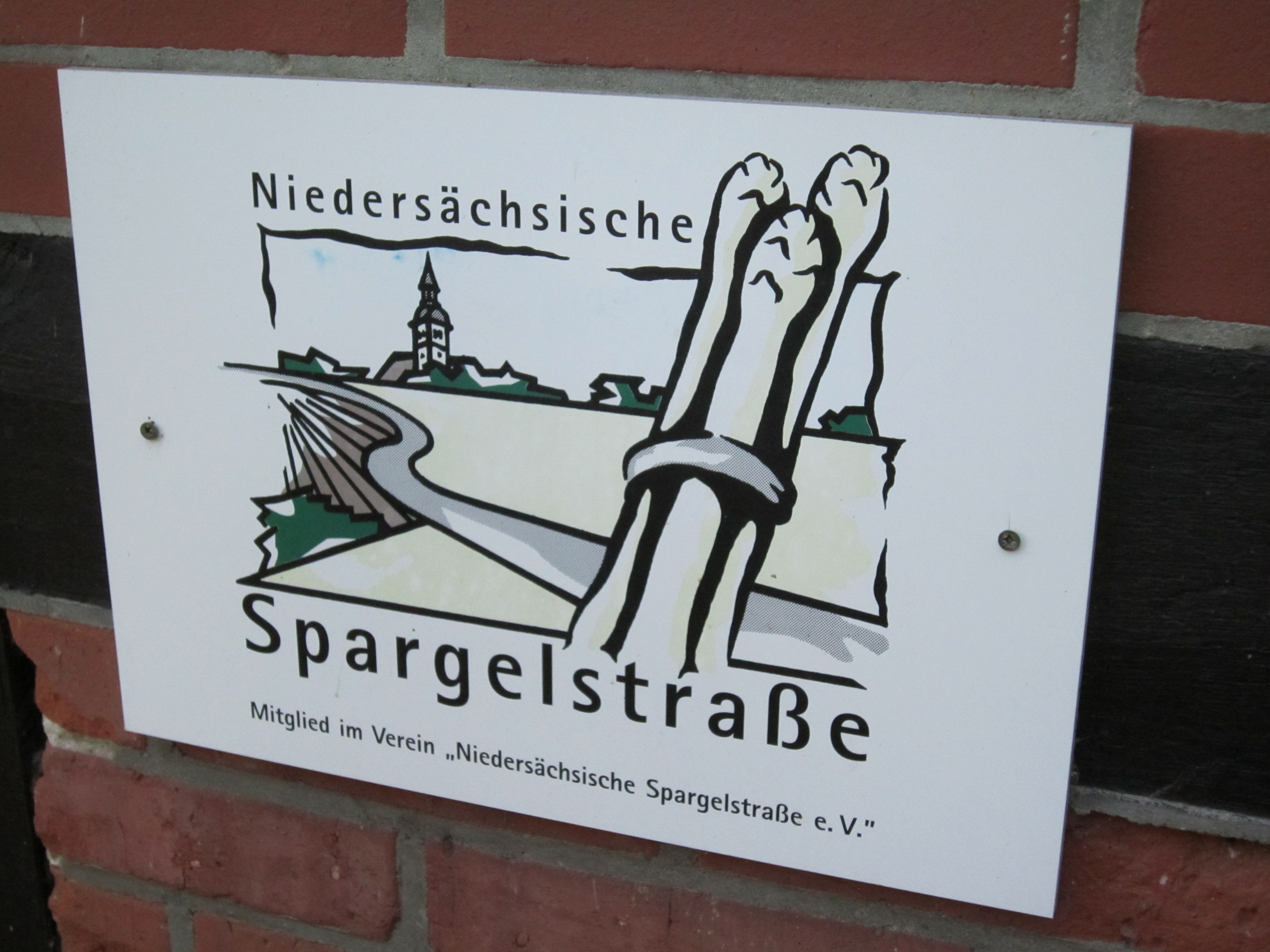

De Niedersächsische Spargelstraße is een toeristische autoroute in Nedersaksen, Duitsland. De bewegwijzerde route van 750 kilometer loopt door het aspergegebied van de Lüneburger Heide, Hannover, Braunschweiger Land, Mittelweser en het Oldenburger Münsterland. 